# Bechtler Museum of Modern Art
Le Bechtler Museum of Modern Art est un musée américain situé à Charlotte (Caroline du Nord), ouvert en 2010, dans un espace construit par l'architecte suisse Mario Botta.
Il porte le nom d'Andreas Bechtler, collectionneur Suisse établi aux États-Unis en 1979, fils de Hans et Bessie Bechtler de Zurich, eux-mêmes célèbres pour leurs collections.
Le musée possède environ 1 400 œuvres d'art contemporain et d'art moderne.

## Les collections

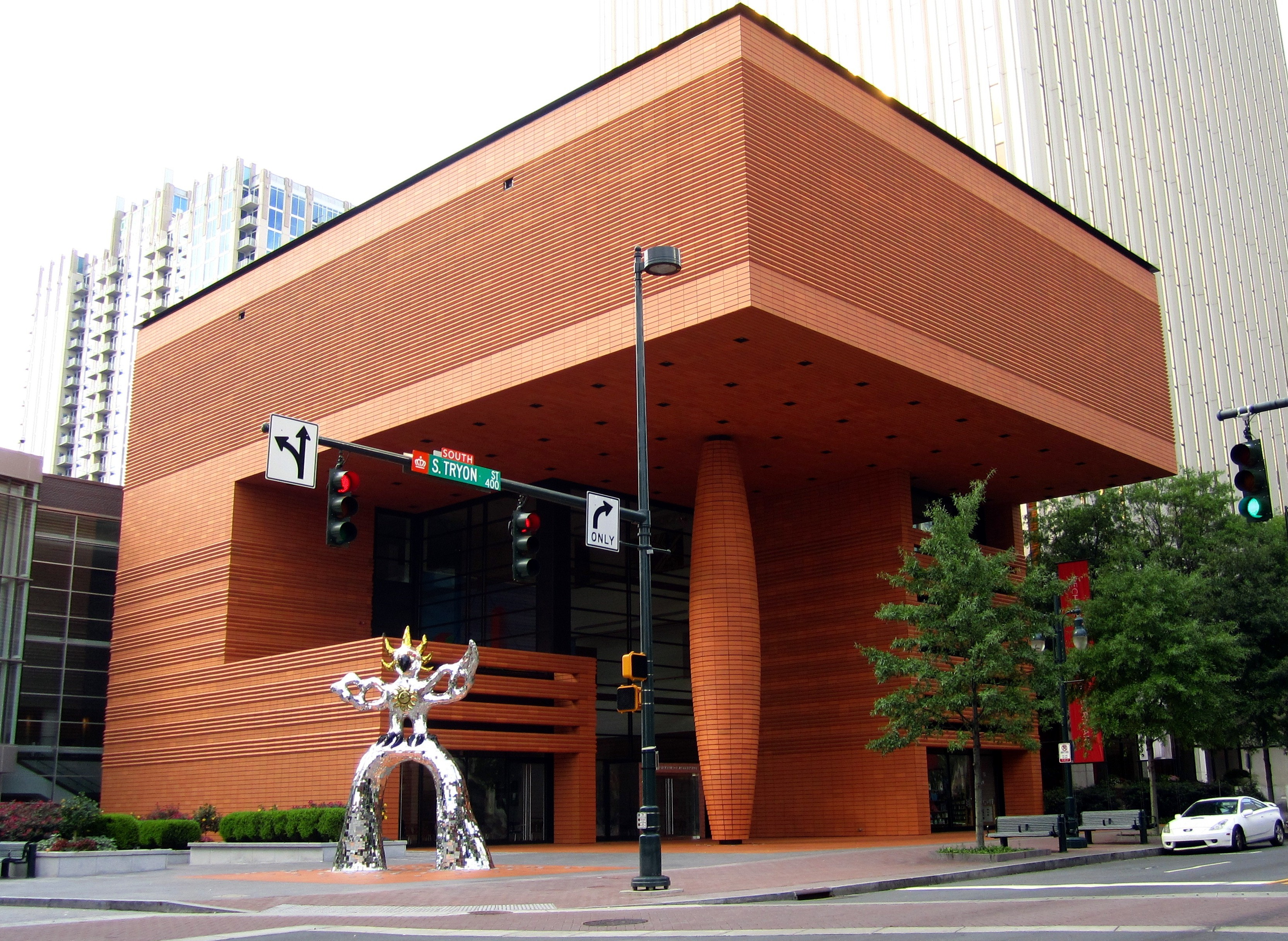
Parvis du Bechtler museum

Le musée offre des œuvres issues de tous les courants artistiques du XXe siècle, en particulier les artistes de l'École de Paris de l'après-guerre. D'autres artistes font également partie des collections : Alberto Giacometti, Joan Miró, Max Ernst, Andy Warhol, Jean Tinguely, Barbara Hepworth Pablo Picasso y sont présentés.
Niki de Saint Phalle accueille les visiteurs sur le parvis du musée avec une sculpture monumentale recouverte de miroirs : Le Grand oiseau de feu sur l'Arche qui a été mis en valeur en janvier 2015, lors de l'illumination du musée qui fêtait les cinq ans de son ouverture  en janvier 2015.
Cette sculpture acquise par Andreas Bechtler en 2006 est une des pièces maîtresses du musée.

## Le bâtiment
Ce musée est le deuxième conçu par Mario Botta aux États-Unis après le Musée d'art moderne de San Francisco. 
L'un des éléments clés de la structure de quatre étages est l'atrium en verre qui s'élève au cœur du musée, diffusant une lumière naturelle dans tout le bâtiment et permettant une interaction visuelle entre les espaces. 
La caractéristique dominante de l’extérieur du bâtiment est la galerie du quatrième étage, en porte-à-faux et soutenue par la colonne bombée. À l'intérieur, Botta a conservé une simplicité rigoureuse dans l’éventail de matériaux qui inclut acier, verre, terre cuite, granit noir, béton poli et bois. Botta a également conçu certaines pièces de mobilier pour le musée, notamment le bureau d'accueil, le café-bar, les bancs de la galerie et les lampes suspendues en forme de globes.